# Cryptorhynchus lapathi
Espèce
Cryptorhynchus lapathi, le charançon du saule, est une espèce d’insectes de l'ordre des Coléoptères, de la famille des Curculionidae, de la sous-famille des Molytinae (ou des Cryptorhynchinae selon les classifications).

## Description
Le corps gris-brunâtre, long de 5,6 à 8,3 mm, présente des sqamules claires à l'arrière.

## Distribution
Holarctique, cette espèce est connue au Canada et aux États-Unis, mais son introduction à partir de l'Europe est incertaine.
En Europe, elle est largement distribuée.

## Écologie

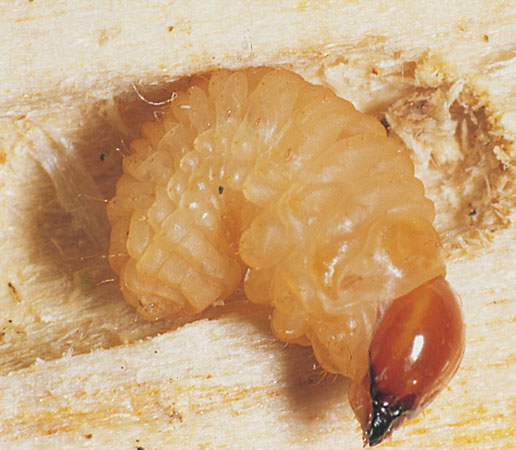
Larve photographiée en Hongrie

L'adulte vit sur divers arbres caducifoliés (saules, peupliers, bouleaux, aulnes).
Les larves xylophages peuvent provoquer la mort de branches ou même de jeunes arbres.